# Sol de Verão
Sol de Verão é uma telenovela brasileira produzida e exibida pela TV Globo de 11 de outubro de 1982 a 19 de março de 1983, em 137 capítulos. Substituiu Sétimo Sentido e foi substituída por Louco Amor, sendo a 29ª "novela das oito" da emissora.
Escrita por Manoel Carlos até capítulo 120 – quando se afastou devido ao trauma da morte de Jardel Filho – e por Lauro César Muniz com colaboração de Gianfrancesco Guarnieri nos 18 últimos capítulos, teve direção de Jorge Fernando e Guel Arraes, com direção geral de Roberto Talma.
Contou com Jardel Filho, Irene Ravache, Tony Ramos, Débora Bloch, Beatriz Segall, Gianfrancesco Guarnieri, Cecil Thiré e Yara Amaral nos papéis principais.

## Enredo
A telenovela relata o dilema de Rachel, uma mulher que acaba de sair de um casamento infeliz com Virgílio. Rumo à cidade do Rio de Janeiro, ao lado da mãe Laura e da filha Clara, ela acaba por se envolver com Heitor, um mecânico boêmio e bonachão que nunca havia vivido um compromisso sério. Paralelo a isso, está o surdo Abel, que, em busca de sua mãe Sofia, emprega-se na oficina de Heitor e, próximo ao fim da novela, passa a ouvir e falar.

## Elenco
| Ator/Atriz              | Personagem                |
| ----------------------- | ------------------------- |
| Irene Ravache           | Rachel Porto Machado      |
| Jardel Filho            | Heitor Kock               |
| Tony Ramos              | Abel Spina                |
| Débora Bloch            | Clara Porto Machado       |
| Cecil Thiré             | Virgílio Machado          |
| Gianfrancesco Guarnieri | Caetano Spina             |
| Yara Amaral             | Sofia Ana Herder          |
| Beatriz Segall          | Laura Porto               |
| Beatriz Lyra            | Irene Kock                |
| Paulo Figueiredo        | Horácio Martins           |
| Carlos Kroeber          | Hilário Herder            |
| Isabel Ribeiro          | Flora Machado             |
| Nelson Xavier           | Juvenal Arruda (Zito)     |
| Carla Camurati          | Olívia Mendes             |
| Ísis de Oliveira        | Beatriz Soares            |
| Mário Gomes             | Miguel Herder             |
| Miguel Falabella        | Romeu                     |
| Mônica Torres           | Mônica                    |
| Helber Rangel           | Germano Machado           |
| Márcia Rodrigues        | Geni Lima                 |
| Tânia Scher             | Lola                      |
| Ivan Mesquita           | Gilberto                  |
| Maria Alves             | Matilde                   |
| Edson Silva             | Gaspar                    |
| Camila Amado            | Noêmia Arruda             |
| Jorge Botelho           | Tarso                     |
| Duse Nacaratti          | Madalena                  |
| Maria Helena Pader      | Irmã Luzia                |
| Ana Maria Sagres        | Irmã Alzira               |
| Gésio Amadeu            | Pedrinho (Pedro)          |
| Oberdan Júnior          | Rogério Machado           |
| Monique Curi            | Glorinha (Glória Martins) |

### Participações especiais
| Ator/Atriz       | Personagem                           |
| ---------------- | ------------------------------------ |
| Isabela Garcia   | Simone, amiga de Glorinha            |
| Waldyr Sant'anna | maquinista que destrói praça de Abel |
| Alcione Mazzeo   |                                      |
| Norma Geraldy    |                                      |
| Paulo Pinheiro   | Dr. Fernando ( médico)               |
| Ana Maria Sagres | Irmã Alzira                          |
| Wagner Carvalho  | Entregador da floricultura           |
| Zélia Toledo     | Zenaide                              |
| Beth Wainberg    |                                      |
| Adelaide Paulete |                                      |
| Marise Cigani    | Vera                                 |
| Nelson Wagner    | Amadeu                               |
| Manoel Eliziário | José                                 |

## Produção
A cenografia da novela construiu em alvenaria, na cidade do Rio de Janeiro, todos os ambientes necessários às gravações das cenas externas. No bairro do Flamengo foi erguido o conjunto composto pelo sobrado de Heitor (Jardel Filho), o prédio onde mora Rachel (Irene Ravache) e um terreno baldio.

### Morte de Jardel Filho e saída da Globo
A novela acabou chamando mais atenção fora da trama com a morte de Jardel Filho, em 20 de fevereiro de 1983, durante as gravações da novela e durante o carnaval daquele ano, abalou toda a equipe. O autor Manoel Carlos, amigo íntimo do ator, não conseguiu mais escrever os capítulos e deixou a obra inacabada. Ele deixou a TV Globo e escreveu algumas novelas e minisséries na TV Manchete. Porém, retornou às novelas da Globo em 1991, com Felicidade. Foi substituído por Lauro César Muniz e Gianfrancesco Guarnieri, precipitando assim o término da novela. Antes, porém, a Globo havia cogitado tirar a trama do ar sem desfecho. Por outro lado, Juca de Oliveira, Paulo Autran, Paulo Goulart e Carlos Eduardo Dolabella chegaram a ser cotados como possíveis substitutos de Jardel Filho. Pesquisas feitas com o público mostraram que os telespectadores queriam que a história tivesse um fim. A morte de Jardel ocorreu próxima à produção do capítulo 120. Ficou entendido para o público que Heitor morreu. A conclusão da novela foi tumultuada. Os textos chegavam em cima da hora e as cenas eram gravadas pouco antes de serem exibidas.
A novela, que teria originalmente 167 capítulos, foi encerrada dois meses antes do previsto. Sem ter uma substituta pronta, a Globo reapresentou O Casarão, em forma compacta, em 18 capítulos, de 21 de março e 9 de abril de 1983. Louco Amor, a substituta oficial, estrearia somente três semanas depois. O autor revelou em entrevistas que Sol de Verão é uma das suas novelas preferidas.

## Exibição

### Estado de conservação
Durante uma conversa com internautas pela rede social X, no dia 17 de julho de 2023, o então diretor do Globoplay e dos canais pagos, Erick Bretas, informou que, dos 137 capítulos da novela, restaram apenas oito e que não há uma versão de licenciamento internacional preservada, o que impossibilitaria a disponibilização da novela na plataforma e uma eventual reprise no canal por assinatura Viva.

### Outras Mídias
Em 1 de dezembro de 2023, o Globoplay anunciou na CCXP o lançamento do projeto Fragmentos, que visa resgatar obras incompletas, cujas mídias foram perdidas em ocasião do incêndio de 1976 ou que sofreram algum tipo de regravação de outros trabalhos por cima dos capítulos das novelas, com a categoria sendo inaugurada no dia 22 de janeiro de 2024 com O Rebu (1974), Estúpido Cupido (1976), Chega Mais (1980) e Coração Alado (1980). Em 30 de janeiro foi anunciada a disponibilização dos oito capítulos preservados da trama na plataforma, entrando no ar em 19 de fevereiro de 2024. Foram resgatados os capítulos 1, 2, 69, 70, 121, 122, 137 e o 138, sendo este último um compacto dos últimos dezessete capítulos da história, denominado como especial, e exibido em 19 de março de 1983, no lugar da reapresentação do último capítulo.

## Música
As trilhas nacional e internacional continham grandes hits dos anos 80, como "Você não Soube me Amar", da Blitz, "Tempos Modernos", de Lulu Santos, "Coisas de Casal", do Rádio Táxi, "Muito Estranho", de Dalto, "O Melhor Vai Começar", de Guilherme Arantes, "Baby I Need Your Lovin", de Carl Carlton, "Save a Prayer", de Duran Duran e "Hard to Say I'm Sorry", do Chicago, além das dançantes "I Don't Wanna Dance", de Eddy Grant, "Voyeur", de Kim Carnes, e "Situation", de Yazoo.

### Nacional
Capa: uma garota de óculos escuros pegando sol na praia.
1. "Você Não Soube Me Amar" - Blitz (tema geral)
2. "Muito Estranho (Cuida Bem de Mim)" - Dalto (tema de Clara e Abel)
3. "Bilhete" - Fafá de Belém (tema de Rachel)
4. "Tempo Quente" - Ricardo Graça Mello (tema de locação)
5. "Tempos Modernos" - Lulu Santos (tema de Abel)
6. "Questão de Tempo" - Nara Leão (tema de Glorinha)
7. "Tô Que Tô" - Simone (tema de abertura)
8. "Esfinge" - Djavan
9. "O Melhor Vai Começar" - Guilherme Arantes (tema de Miguel).
10. "Tendência" - Beth Carvalho (tema de Heitor)
11. "Tal Qual Eu Sou" - Lucinha Araújo (participação especial de Vital Lima)
12. "Coisas de Casal" - Rádio Táxi (tema de Rachel e Virgílio)
13. "Só o Tempo" - Paulinho da Viola (tema de Rachel e Heitor)
14. "Sumida" - Wando

### Internacional
Capa: uma mulher de biquíni, com boné, tomando um sorvete.
1. "Baby I Need Your Lovin' " - Carl Carlton (tema de locação: Rio de Janeiro)
2. "Don't Look Back" - The Korgis  (tema de Rachel)
3. "Être" - Charles Aznavour (tema de Laura)
4. "I Don't Wanna Dance" - Eddy Grant (tema de locação: Rio de Janeiro)
5. "Hard To Say I'm Sorry" - Chicago (tema de Clara e Abel)
6. "Wot" - Captain Sensible
7. "Hypnos" - Future World Orchestra (tema romântico geral)
8. "Situation" - Yazoo  (tema de locação: Rio de Janeiro)
9. "Save a Prayer" - Duran Duran (tema de Miguel)
10. "Voyeur" - Kim Carnes
11. "Love Leads To Madness" - Nazareth
12. "Love And My Best Friend" - Janet Jackson  (tema de Olívia)
13. "Do That To Me One More Time" - Latimore
14. "Fallin' In Love" - Sunset (tema de Abel)

## Recepção
Seu primeiro capítulo registrou 46 pontos, índices considerados não muito satisfatórios para o horário. O segundo e o terceiro capítulo registraram 52 e 56 pontos, respectivamente. Em seu último capítulo registrou um recorde de 57 pontos, audiência considerada mediana para um último capítulo de uma novela das 20h na época. Terminou com uma média geral de 44,54 pontos, a menor audiência desde O Homem que Deve Morrer, em 1971, que registrou 43,95 pontos.
Irene Ravache, a grande estrela da novela, estreava na Globo e sua personagem Rachel foi inesquecível. Sua química com Jardel Filho foi incrível onde o plano de Manoel Carlos era de terminar os personagens juntos no final onde, infelizmente, houve essa morte precoce do ator. A Ideia era casa-los na Holanda onde Heitor era descendente de holandeses e sonhava conhecer a terra de seus antepassados.
Outros destaques do elenco: Yara Amaral que viveu a Sofia e sua mania de vigiar a praia de binóculos e Isabel Ribeiro com sua fútil e inesquecível Flora.

## Curiosidades
O personagem Abel acabou se tornando um dos vários grandes trabalhos do ator Tony Ramos na TV. O personagem, além de viver uma bela história de amor, também servia para desmistificar o tema de sua deficiência. Por causa da novela, as crianças passaram a reproduzir a linguagem dos surdos-mudos nas escolas e o alfabeto dos sinais começou a ser distribuído nas ruas das grandes cidades. Ao final da novela, Abel volta a ouvir e falar.
Primeira novela de Miguel Falabella, vivendo o personagem Romeu, que teve seu nome grafado na abertura errado como “Faiabella”.
A novela do autor Manoel Carlos é uma das poucas sem a personagem Helena como a protagonista.
Por seu trabalho em Sol de Verão, Irene Ravache foi eleita pela APCA (Associação Paulista de Críticos de Arte) a melhor atriz de 1982 e Débora Bloch levou o prêmio de atriz revelação do ano. Irene Ravache também foi premiada com o Troféu Imprensa de melhor atriz de 1982.